# Movember

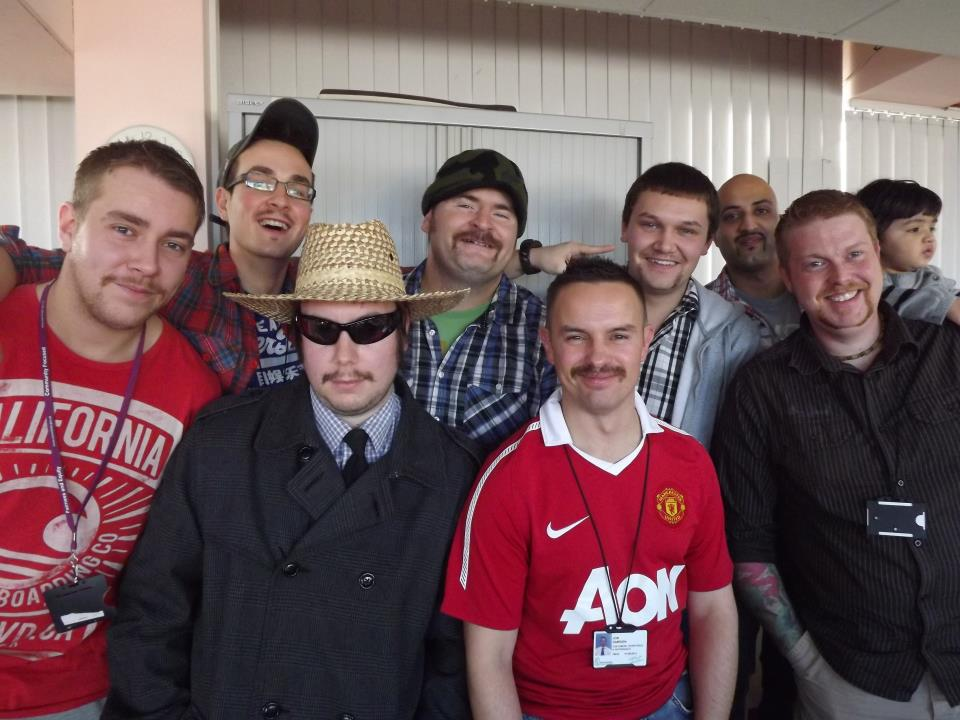
Män med mustascher.

Movember är en internationell kampanj för att uppmärksamma manssjukdomar, särskilt prostatacancer. För att symbolisera kampanjen uppmanas män att odla mustasch under november. Under denna period finns en svensk version som heter Mustaschkampen. Kampanjen har gått ut på att anlägga mustasch under november.

## Movember i Sverige
Movember genomfördes första gången i Sverige 2005 av Niklas Forsberg och Erik Boltjes. Man lyckades samla in ca 30 000 kr till Cancerfonden och den lyckliga vinnaren av årets mustasch var Hans-Oskar Andersson. Projektet sponsrades av bland andra Sony, Salming, Adidas, och Recipe for men.
2016 deltog samtliga 14 klubbar i SHL i Movember Foundations kampanj.

## "Movember"
Movember är ett teleskopord för det Australien-engelska diminutivet för mustasch (moustache, "mo",) och november.